# Loretta Alvarez
Loretta Lucero Alvarez (apelidada de Mama e Nana) (1892–1996) foi uma parteira Pascua Yaqui dos anos 1920 até 1970 em Tucson, Arizona. O Hospital Comunitário Kino de Tucson deu o nome dela à unidade de parto e parto.

## Vida pessoal
Loretta Lucero nasceu no norte do México em 1892. Ela se casou com Luis Alvarez, um ferroviário, e se mudou para Nogales, Arizona. Após a Primeira Guerra Mundial, o casal mudou-se para Tucson, onde criaria seus 14 filhos.

## Obstetrícia
Apelidada de "Mama" pela família e pelos habitantes locais, ela falava yaqui e espanhol e prestava serviços a mulheres de diferentes grupos étnicos, bem como à sua própria comunidade Pascua Yaqui. Em seu trabalho de parteira, ela utilizou ervas e massagem pré-natal para fazer partos pélvicos. Lucero recebeu pagamento por seu trabalho, incluindo vegetais e comida.
Ela serviu como parteira até os 80 anos e, morrendo aos 104 anos, atribuiu sua longa vida à fé católica.

## Legado
O Kino Community Hospital, em Tucson, deu o nome de Lucero à sua unidade de trabalho de parto.